# Piotrków Drugi
Piotrków Drugi is een plaats in het Poolse district Lubelski, woiwodschap Lublin. De plaats maakt deel uit van de gemeente Jabłonna en telt 800 inwoners.